# サン＝サンソン＝ド＝ラ＝ロック
サン＝サンソン＝ド＝ラ＝ロック （Saint-Samson-de-la-Roque）は、フランス、ノルマンディー地域圏、ウール県のコミューン。

## 歴史
かつての小教区であるラ・ロック＝シュル＝リール（la Roque-sur-Risle）とサン＝サンソン＝シュル＝リール（Saint-Samson-sur-Risle）は、ドル司教に属するエクザンプション・ド・サン・サンソン（fr、リジュー司教区とルーアン司教区に挟まれ孤立した、ドル司教区の一部）の一部であった。19世紀初頭、ラ・ロックとサン＝サンソンの2つのコミューンが合併し、現在のサン＝サンソン＝ド＝ラ＝ロックとなった。

## 人口統計
| 1962年 | 1968年 | 1975年 | 1982年 | 1990年 | 1999年 | 2006年 | 2011年 |
| ------ | ------ | ------ | ------ | ------ | ------ | ------ | ------ |
| 258    | 278    | 288    | 292    | 271    | 283    | 328    | 368    |

参照元:1999年までEHESS、2000年以降INSEE

## 史跡
- 村 - サン＝サンソンは岩の露頭の上にある。露頭はセーヌ川との合流地点とリール川谷にあるマレ・ヴェルニエ地方とを分断する位置にある。この標高の高い位置は、セーヌ川下流域の谷とその河口を広く見渡せる場所を確保している。
- サン・サンソン教会 - 18世紀から19世紀。身廊の西側の壁と鐘楼は1877年からのもの。
- 灯台 - キルブフ、コードベック、ルーアン方面へ戻る船をガイドするため、非常に崖に接近して設置された。
- タンヌトのマノワール - タンヌト一族の本宅。1504年より封土として記載され、18世紀に再建された。ハーフティンバー様式でレンガを用いている。